# Boreogadus saida
Boreogadus saida (Lepechin, 1774), noto in italiano come merluzzo polare, è un pesce osseo marino e d'acqua salmastra appartenente alla famiglia Gadidae. Si tratta dell'unica specie del genere Boreogadus.

## Distribuzione e habitat
Questa specie è diffusa nelle fredde acque circumpolari dell'Artico che bagnano le coste settentrionali dei continenti europeo, asiatico e nordamericano. In Europa è comune solo nelle acque islandesi e dell'estremo nord della Norvegia.
Si tratta di una specie costiera che però può trovarsi fino a oltre 1000 metri di profondità. È tipicamente legato alla presenza di ghiaccio marino. Può trovarsi nelle foci fluviali e nelle lagune glaciali anche in acqua quasi dolce.

## Descrizione
Ha tre pinne dorsali, due pinne anali e pinna caudale leggermente forcuta. La mascella inferiore è sporgente e porta un corto barbiglio. scaglie minuscole e quasi invisibili. 
La colorazione è marrone variabile dal violaceo al giallognolo sul dorso con una fine punteggiatura più chiara. Il ventre e i fianchi sono argentati. Le pinne sono scure con margini più chiari.
Raggiunge una lunghezza massima di 40 cm, normalmente non supera i 25 cm.

## Biologia
Vive fino a sette anni. Effettua migrazioni verso il largo e verso riva sia per la riproduzione che in seguito allo spostamento dei ghiacci con l'arrivo della stagione calda.

### Alimentazione
B. saida si nutre di piccoli crostacei (anfipodi, copepodi, misidacei) e piccoli pesci.

## Predatori
Questa specie è preda abituale di mammiferi marini come narvali, beluga, leoni marini, di uccelli marini (Procellariiformes), di pesci (Pleuronectidae, Gadus ogac) e calamari.

## Pesca
Si cattura con reti a strascico. Ha uno scarso valore alimentare e viene usato soprattutto nell'industria.